# Taxón
Para la revista, véase Taxon (revista)

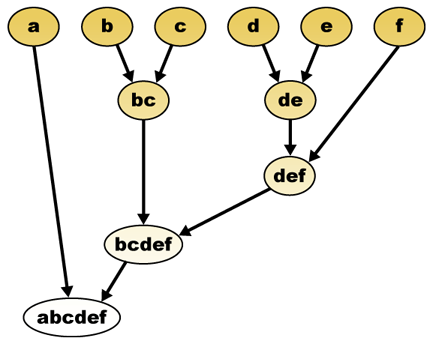
La clasificación jerárquica puede expresarse con un dendrograma, en que cada nodo representa un posible taxón y los taxones se agrupan en una jerarquía de inclusión.

En biología, un taxón o taxon (del griego τάξις, transliterado como táxis, 'ordenamiento') es un grupo de organismos emparentados, que en una clasificación dada han sido agrupados, asignándole al grupo un nombre en latín, una descripción si es una especie, y un tipo. Cada descripción formal de un taxón es asociada al nombre del autor o autores que la realizan, los cuales se hacen figurar detrás del nombre. En latín el plural de taxón es taxa, y es como suele usarse en inglés, pero en español el plural adecuado es «taxones» o «táxones». La disciplina que define a los taxones se llama taxonomía, la ciencia que trata los principios, métodos y fines de clasificación.
La finalidad de clasificar los organismos en taxones formalmente definidos en lugar de grupos informales, es la de proveer grupos cuya circunscripción (esto es, de qué organismos están compuestos) sea estricta y cuya denominación tenga valor universal, independientemente de la lengua utilizada para la comunicación. Nótese que los taxones existen dentro de una clasificación dada, sujeta a cambios y sobre la que pueden presentarse discrepancias; lo que obliga, respecto a ciertas denominaciones problemáticas, a especificar en el sentido de qué autor se está usando el nombre.

## Taxón y categoría taxonómica
La definición aquí dada corresponde a la definición de taxón de la escuela cladista y la evolucionista, al que se le asignó un "nombre" según las reglas escritas en los Códigos Internacionales de Nomenclatura. Cada escuela de clasificación agrupa a los organismos de forma diferente, en la escuela fenética los taxones no son grupos de parentenesco sino de organismos con rasgos similares. En la escuela cladista solo son taxones los grupos monofiléticos (que agrupan un ancestro más todos sus descendientes), en la escuela evolucionista también pueden ser taxones los grupos parafiléticos. Se puede decir que en general, un taxón es un grupo de organismos asociado a un conjunto de atributos que determinan la pertenencia de esos organismos a ese grupo. En la escuela cladista, el conjunto de atributos son los caracteres heredados de su antecesor común.
En el sistema linneano de clasificación, cada taxón tiene asociada además una categoría taxonómica, que lo ubicaría jerárquicamente en un sistema de clasificación.
Los Códigos Internacionales de Nomenclatura proveen reglas con el objetivo de que los taxones tengan un y solo un «nombre correcto», el nombre que debería ser utilizado para referirse al taxón. Para ello el autor debe publicar el nombre del taxón en una revista científica, que debe estar en latín, asociado a una categoría taxonómica, un "tipo", y una descripción si es una especie. El primer nombre publicado en regla es el "nombre correcto" del taxón. El nombre se aplica a un taxón que tenga en su circunscripción al tipo. En los Códigos, el taxón se define por su circunscripción, su posición (sus relaciones con otros taxones en un sistema de clasificación), y su categoría taxonómica.
Para clasificar los organismos, la taxonomía utiliza desde Carlos Linneo un sistema jerárquico. En este esquema organizativo, cada grupo de organismos en particular es un taxón, y el nivel jerárquico en el que se lo sitúa es su categoría. Análogamente, en geografía política: país, provincia y municipio serían categorías, mientras que Canadá, Ontario y Toronto serían los taxones. Del mismo modo: familia, género y especie son categorías taxonómicas, mientras que Rosaceae, Rosa y Rosa canina son ejemplo de taxones de esas categorías.

La taxonomía en la actualidad. A cada taxón le corresponde su categoría taxonómica.

En relación con el taxón especie, Ernst Mayr (1996) hace distinción entre "el taxón" y "la categoría taxonómica": 

(1) El taxón especie. La palabra taxón hace referencia a un objeto concreto, zoológico o botánico, que consiste en una población de organismos (o un grupo de poblaciones) clasificable. El gorrión común (Passer domesticus) y la patata (Solanum tuberosum) son taxones especie. Los taxones especie son particulares, "individuos" o biopoblaciones. Al ser particulares, pueden ser descritos y delimitados frente a otros taxones especie. 
(2) La categoría especie. Aquí la palabra 'especie' indica el rango en la jerarquía linneana. La categoría especie es la clase que contiene todos los taxones del rango especie. Articula el concepto biológico de especie biológica y viene definida por la definición de especie. El principal uso de la definición de especie es facilitar una decisión sobre el rango de las poblaciones, es decir, responder a la pregunta que se nos plantea ante una población aislada: "¿Se trata de una especie completa o de una subespecie?"
Mayr 1996

La siguiente es una lista general (ordenada de lo general a particular) de categorías taxonómicas a las que se asocian los diversos taxones: 
- Dominio
- Reino
- Filo (animales) o División (plantas)
- Clase
- Orden
- Familia
- Género
- Especie

Hay que notar, que la asociación de un taxón a un rango determinado (categoría), es algo relativo y restringido al esquema particular usado (sistema). Tanto es así, que es probable que un taxón ocupe categorías diferentes según los sistemas de clasificación (organizados por diferentes autores, criterios, etc.); generalmente, ello ocurre en el ámbito de las categorías más abarcativas (familia, orden, clase, etc.).

## La ontología de los taxones
El estatus ontológico de los taxones es uno de los asuntos más discutidos en filosofía de la biología. Principalmente existen dos corrientes:
- El nominalismo, que niega la existencia real de los taxones en la naturaleza, arguyendo que no son más que construcciones mentales del taxónomo. Desde esta perspectiva, los taxones se identifican con las categorías taxonómicas.
- El esencialismo, que afirma la realidad de los taxones, si bien en función del criterio de realidad que se utilice, el término esencialista abarca una variedad de posiciones filosóficas muy distintas:
  - La metafísica preevolucionista identificaba los taxones con tipos ideales y eternos creados por la Divinidad. En la taxonomía linneana, los taxones son considerados clases de individuos.
  - La morfología trascendental de los Naturphilosophen concebía los taxones como tipos derivados de una serie limitada de planes estructurales.
- Gran parte de los biólogos evolutivos ha tratado de encontrar criterios que permitan caracterizar a los taxones como entidades reales sin caer en el esencialismo fijista: 
  - Michael Ghiselin y David Lee Hull, a partir de la definición de especie de Simpson, conciben los taxones como individuos evolutivos: los taxones serían linajes que evolucionan separadamente de otros y que tienen una historia y unas tendencias evolutivas propias.

## Tipos de taxones
Existen dos tipos de taxones:
- Natural: se justifica por las características y la historia evolutiva de sus miembros, de manera que puede decirse que existe en la naturaleza. La sistemática filogenética acepta como taxones naturales a cada especie particular o a cualquier grupo monofilético de organismos, entendiendo como tal solamente a los que forman un clado o rama del árbol de la evolución. La mayoría de los sistemáticos aceptan también como naturales a grupos «cajón de sastre» (grupos parafiléticos) cuyo antepasado común encaja dentro del grupo.
- Artificial: no existe en la naturaleza, es decir, grupos polifiléticos, cuyo antepasado común no forma parte del grupo. Por ejemplo, las algas o los protozoos. Estos grupos no tienen validez en la clasificación, pero siguen siendo utilizados para organizar ciertas categorías de información científica por su tradición histórica.

### Taxones monotípicos
Se llama taxón monotípico al que solo contiene un miembro de la categoría inmediatamente subordinada. Por ejemplo, una familia que solo contiene un género, sin que importe cuántas especies contenga este.

## Nomenclatura de taxones
La nomenclatura establece una terminología consensuada que permite saber, a partir del sufijo de un taxón cualquiera, cuál es su categoría taxonómica y dar cuenta de su posición en la jerarquía sistemática. La siguiente tabla muestra esa nomenclatura:
| Categoría taxonómica \ Reino | Planta Plantae                                                                                 | Alga Protista                                                                                  | Hongo Fungi                                                                                    | Bacteria Prokaryota                                                                            | Animal Animalia                                                                                |
| ---------------------------- | ---------------------------------------------------------------------------------------------- | ---------------------------------------------------------------------------------------------- | ---------------------------------------------------------------------------------------------- | ---------------------------------------------------------------------------------------------- | ---------------------------------------------------------------------------------------------- |
| División o Filo              | -phyta                                                                                         | -phyta                                                                                         | -mycota                                                                                        |                                                                                                |                                                                                                |
| Subfilo                      | -phytina                                                                                       | -phytina                                                                                       | -mycotina                                                                                      |                                                                                                |                                                                                                |
| Clase                        | -opsida                                                                                        | -phyceae                                                                                       | -mycetes                                                                                       |                                                                                                |                                                                                                |
| Subclase                     | -idae                                                                                          | -phycidae                                                                                      | -mycetidae                                                                                     |                                                                                                |                                                                                                |
| Superorden                   | -anae                                                                                          | -anae                                                                                          |                                                                                                |                                                                                                |                                                                                                |
| Orden                        | -ales                                                                                          | -ales                                                                                          | -ales                                                                                          | -ales                                                                                          |                                                                                                |
| Suborden                     | -ineae                                                                                         | -ineae                                                                                         | -ineae                                                                                         | -ineae                                                                                         |                                                                                                |
| Infraorden                   | -aria                                                                                          | -aria                                                                                          |                                                                                                |                                                                                                |                                                                                                |
| Superfamilia                 | -acea                                                                                          | -acea                                                                                          |                                                                                                |                                                                                                | -oidea                                                                                         |
| Familia                      | -aceae                                                                                         | -aceae                                                                                         | -aceae                                                                                         | -aceae                                                                                         | -idae                                                                                          |
| Subfamilia                   | -oideae                                                                                        | -oideae                                                                                        | -oideae                                                                                        | -oideae                                                                                        | -inae                                                                                          |
| Tribu                        | -eae, ae                                                                                       | -eae, ae                                                                                       | -eae, ae                                                                                       | -eae                                                                                           | -ini                                                                                           |
| Subtribu                     |                                                                                                |                                                                                                |                                                                                                | -inae                                                                                          | -ina                                                                                           |
| Género                       | -us, -a, -um, -is, -os, -ina, -ium, -ides, -ella, -ula, -aster, -cola, -ensis, -oides, -opsis… | -us, -a, -um, -is, -os, -ina, -ium, -ides, -ella, -ula, -aster, -cola, -ensis, -oides, -opsis… | -us, -a, -um, -is, -os, -ina, -ium, -ides, -ella, -ula, -aster, -cola, -ensis, -oides, -opsis… | -us, -a, -um, -is, -os, -ina, -ium, -ides, -ella, -ula, -aster, -cola, -ensis, -oides, -opsis… | -us, -a, -um, -is, -os, -ina, -ium, -ides, -ella, -ula, -aster, -cola, -ensis, -oides, -opsis… |
| Especie                      | Varias terminaciones                                                                           | Varias terminaciones                                                                           | Varias terminaciones                                                                           | Varias terminaciones                                                                           | Varias terminaciones                                                                           |

Por debajo de la categoría de género, todos los nombres de taxones son llamados «combinaciones». La mayoría reciben también una terminación latina más o menos codificada en función de la disciplina. Se distinguen varias categorías de combinaciones:
- Entre género y especie (subgénero, sección, subsección, serie, subserie, etc.), las combinaciones son infragenéricas y binomiales.
- En la categoría de especie, las combinaciones son específicas y binomiales.
- Por debajo de la especie, las combinaciones son infraespecíficas y trinomiales (subespecie, variedad, forma).